# Suganthan Somasundaram
Suganthan Somasundaram (* 11. Februar 1992) ist ein Schweizer Sprinter.
Bei den Leichtathletik-Europameisterschaften 2014 kam er in der 4-mal-100-Meter-Staffel  auf den vierten Platz. Im Vorlauf stellte die Schweizer Mannschaft in der Besetzung Pascal Mancini, Amaru Reto Schenkel, Somasundaram und Alex Wilson mit 38,54 s den aktuellen Schweizer Rekord auf.
Bei den IAAF World Relays 2015 wurde die Schweizer 4-mal-200-Meter-Stafette in der Besetzung Steven Gugerli, Mancini, Schenkel und Somasundaram Siebte mit dem Schweizer Rekord von 1:24,37 min.

## Persönliche Bestzeiten
- 100 m: 10,44 s, 27. Mai, 2017, Weinheim
- 200 m: 21,31 s, 28. August 2014, Zürich